# Municipio de Waldro
El municipio de Waldro (en inglés, Waldro Township) es un municipio del condado de Brule, Dakota del Sur, Estados Unidos. Tiene una población estimada, a mediados de 2023, de 74 habitantes.
Abarca una zona exclusivamente rural.

## Geografía
Está ubicado en las coordenadas 43°48′36″N 98°58′59″O / 43.81000, -98.98306. Según la Oficina del Censo, tiene una superficie total de 95.79 km², de los cuales 95.23 km² corresponden a tierra firme y 0.46 km² están cubiertos de agua.

## Demografía
Según el censo de 2020, en ese momento había 59 personas residiendo en la zona. La densidad de población era de 0.62 hab./km². El 93.2 % de los habitantes eran blancos, el 3.4 % eran amerindios, el 1.7 % era isleño del Pacífico y el 1.7% era de una mezcla de razas. Del total de la población, el 5.1 % eran hispanos o latinos de cualquier raza.